# Rhodobryum homalobolax
Rhodobryum homalobolax är en bladmossart som först beskrevs av C. Müller och Ferdinand François Gabriel Renauld, och fick sitt nu gällande namn av Jean Édouard Gabriel Narcisse Paris 1900. Rhodobryum homalobolax ingår i släktet rosmossor, och familjen Bryaceae. Inga underarter finns listade i Catalogue of Life.